# Beyond Good and Evil
Beyond Good and Evil è il settimo album discografico in studio del gruppo musicale inglese The Cult, pubblicato nel 2001.

## Tracce
Tutti i brani sono stati composti da Ian Astbury e Billy Duffy, tranne dove indicato.
1. War (The Process) - 4:12
2. The Saint - 3:36
3. Rise - 3:39
4. Take the Power - 3:55
5. Breathe (Astbury, Duffy, Mick Jones, Marti Frederiksen) - 4:59
6. Nico - 4:49
7. American Gothic - 3:56
8. Ashes and Ghosts (Astbury, Duffy, Bob Rock) - 5:00
9. Shape the Sky - 3:29
10. Speed of Light (Astbury, Duffy, Rock) - 4:22
11. True Believers - 5:07
12. My Bridges Burn - 3:51
13. Libertine - 4:31 (Bonus track per l'edizione giapponese, b-side del singolo Rise)

## Formazione
- Ian Astbury – voce
- Billy Duffy – chitarre
- Matt Sorum – batteria, percussioni
- Martyn LeNoble – basso (tracce 5,10,11,12)
- Chris Wyse – basso (tracce 1-4,6-9,12)